# Michaela Falátková
Michaela Falátková (*13. března 1988) je česká historička a medievistka.

## Životopis
Michaela Falátková se narodila 13. března 1988. V letech 2007 až 2010 vystudovala českou a latinskou filologii na Filozofické fakultě Univerzity Palackého. Později vystudovala magisterské studium latinské medievistiky na Filozofické fakultě Univerzity Karlovy. V roce 2021 získala na Katolické teologické fakultě UK velký doktorát obhajobou disertační práce Obraz Svaté země v díle Adomnána z Iony.
Od roku 2020 působí jako výzkumný asistent na Katedře pomocných věd historických Filozofické fakulty UHK. Od roku 2021 působí jako odborná asistentka na Katedře církevních dějin a literární historie KTF UK, přičemž také zasedá v akademickém senátu fakulty. V roce 2022 získala stipendium Vzdělávací nadace Jana Husa. V srpnu 2025 byla pověřena vedením Katolické teologické fakulty Univerzity Karlovy, když ve funkci nahradila odvolaného děkana Jaroslava Brože.